# 拉克尼斯號油輪翻覆事故
拉克尼斯號油輪翻覆事故發生於2004年1月19日，拉克尼斯號（ROCKNES）貨輪從挪威的艾克福港（The port of Eikefet）出發，將滿艙的礫石運送至德國，以做為保護深海電纜（deep-sea cable）而鋪設的礫石層所用。當日天氣晴朗，水面平靜，ROCKNES號在離港後的7小時(當地時間16時10分)，順利地通過航道駛向長峽灣，隨即在瓦特斯特瑪（Vatelstraumen）以11節的航速失事，該船從傾斜到翻覆只有短短的4分鐘時間，以致於30名船員只有12名船員逃生，18名船員不幸罹難。
這艘貨輪長度166.3米，航速24.5節，吃水量10.5米深，登記載重量為2萬8,115噸(安全承載能力為2萬5,500噸)，可容納人數50人。案發當時的船長與領行員在這航道上至少航行超過900航次，且船上工作人員都是具有豐富經驗的船員，其沉沒的因素令各領域的專家匪夷所思。經過將近2個月的準備，ROCKNES號貨輪在同年3月27日打撈起來並且進行後續調查，最後發現該船是因為右舷觸礁劃破艙底以致失去平衡，同時讓船艙內滿載的礫石滑向右側而迅速翻覆，觸礁的因素終結於領航員收到了最新的當地領航地圖(2003年版)，卻未能正確判斷水深，以致誤判水深高度而沉船。
航行資料中顯示ROCKNES號駛入高度警戒區30公尺，船艙右舷的壓艙水槽被礁石切開一個洞，海水湧入將船身往下拉，並且嚴重向右方傾斜，加上礫石在裝載時兩側不勻秤，使貨輪翻覆的速度加劇，肇生令人悲慟的慘劇。這件意外事件的發生歸因於挪威製圖當局對地圖更新卻沒有告知所有領航員應該注意的地方，然而從1995年製圖公司發現後到意外發生期間，並沒有任何船隻在這裡觸礁，以致領航員也沒有注意到該區海圖上的海底地貌改變，終釀悲劇。